# Jessica Zandén
Anna Jessica Zandén (født 28. marts 1957 i Stockholm) er en svensk skuespillerinde, der har medvirket i mere end 50 film og tv-serier siden 1983. Hun vandt i 1992 en Robert for årets kvindelige birolle i Freud flytter hjemmefra (1991).

## Privatliv
Jessica Zandén er søster til skuespilleren Philip Zandén og tante til Alice Bier Zandén. Hendes morfar var komponisten Gösta Nystroem.

## Udvalgt filmografi
- Studenten (tv-film, 1982)
- Jönssonligan får guldfeber (1984)
- Skuggan av Henry (tv-film, 1985)
- Svart gryning (1987)
- Livsfarlig film (1988)
- Kronvidnet (1989)
- Tre kärlekar (tv-serie, 1989-1991)
- Freud flytter hjemmefra (1991)
- Pariserhjulet (1993)
- Hvide løgne (1995)
- Julemanden (1999)
- Skærgårdsdoktoren (tv-serie, 2000)
- Hånden på hjertet (2000)
- Agnes (tv-serie, 2001)
- Bjergkuller (kortfilm, 2002)
- Oskyldigt dömd (tv-serie, 2008-2009)
- Wallander (tv-serie, 2009)
- Beck (tv-serie, 2009)
- Livvagterne (tv-serie, 2010)
- Brødrene Karlsson (2010)
- Manden der ikke var morder (tv-serie, 2010-2013)
- Orion (2013)
- Springfloden (tv-serie, 2016-2018)
- Familien Löwander (tv-serie, 2017-2020)